# Quercus hiholensis
Quercus hiholensis — вимерлий вид дуба з роду Quercus Fagaceae. Вид відомий зі скам'янілостей середнього міоцену, знайдених у центральному Вашингтоні.

## Опис
Плоди мають яйцеподібну або яйцевидно-конічну форму, розміром від 2,7 × 2,6 мм до 9 × 10,9 мм. Менші, менш зрілі плоди демонструють чітку структуру стовпчиків і оцвітини. Стовпчики мають розкльошені кінчики та короткі, тоді як оцвітина має чіткі частки, які щільно розташовані до стовпчиків.

## Класифікація
Базуючись на морфології жолудя та квітки, Боргардт і Пігг віднесли вид до підріду дуба Quercus, секції Quercus. Оскільки Q. hiholensis був першим дубом, описаним на основі анатомічно збережених жолудів, вони вирішили віднести скам'янілості до нового виду, а не описувати їх як скам'янілості, що належать до живих видів, або жолуді, що належать до вже описаних викопних видів.